# Lázaro Reinoso
Lázaro Reinoso (* 9. prosince 1969) je bývalý kubánský zápasník, volnostylař. V roce 1992 na olympijských hrách v Barceloně vybojoval v kategorii do 62 kg stříbrnou medaili. V roce 1991 byl devátý a v roce 1993 vybojoval stříbro na mistrovství světa. V roce 1991 vybojoval bronz na Panamerických hrách. V roce 1990 a 1991 zvítězil na Panamerickém mistrovství. V roce 1990 zvítězil na Hrách Střední Ameriky a Karibiku.